# Tron Øgrim
Tron Øgrim, född 27 juni 1947 i Oslo, död 23 maj 2007, var en norsk författare, journalist och politiker.
Han var aktiv medlem av Socialistiska ungdomsförbundet (senare kallat Röd ungdom) mellan 1965 och 1973 och verkade därefter som socialistisk politiker för Arbeidernes kommunistparti i hemlandet.
Som författare skrev han dels politiska verk utifrån sin marxistiska livsåskådning, dels science fictionböcker.
Från januari 2006 fram till sin död bidrog han aktivt till Wikipedia på norska (bokmål), framförallt med artiklar om Nepal och konstgjorda språk.
Både Tron Øgrim farfar Tobias Ögrim och farfars far Johan Ögrim var kommendörer i Frälsningsarmén.

## Priser och utmärkelser
- Språklig samlings litteraturpris 1996